# Новрузова, Нафисат Муртуз кызы
Нафисат Муртуз кызы Новрузова (азерб. Nəfisət Murtuz qızı Novruzova; 1 мая 1928, Куллар, Закатальский уезд — ?) — советский азербайджанский табаковод, Герой Социалистического Труда (1971).

## Биография
Родилась 1 мая 1928 года в селе Куллар Закатальского уезда Азербайджанской ССР (ныне село в Белоканском районе).
Окончила Азербайджанский сельскохозяйственный институт.
С 1946 года — колхозница, звеньевая-табаковод колхоза им Г. Насибова. С 1971 по 1973 год — заместитель председателя исполкома Белоканского районного Совета депутатов трудящихся. С 1973 года — председатель колхоза имени Г. Насибова Белоканского района.
На работе Нафисат Новрузова проявилса себя, как умелый работник, требовательный к себе. Новрузова тщательно осваивала и применяла на практике новые агротехнические методы, всю свою силу вкладывала в получение высоких урожаев. Звеньевая первой в колхозе решила рискнуть и попробовать новый, рекомендуемый селекционерами, сорт «Имунный-580» вместо привычного «Трапезонда-285», но риск оказался оправдан — звено получило свыше 50 центнеров табака нового сорта на площади 5 гектаров. 60 соток из поля в 5 гектаров Нафисат Новрузова обрабатывала сама, на этом же поле в 1970 году она одна собрала 3500 килограммов табачного листа. Большие успехи достигало звено и в шелководстве: в 1970 году коллектив получил 150 килограмм коконов шелкопряда. В восьмой пятилетке звено Новрузовой выполняло план на 280—300 процентов, еще в 1971 году звеньевая выполняла план 1974 года.
Указом Президиума Верховного Совета СССР от 8 апреля 1971 года за выдающиеся успехи, достигнутые в развитии сельскохозяйственного производства и выполнении пятилетнего плана продажи государству продуктов земледелия и животноводства Новрузовой Нафисат Муртуз кызы присвоено звание Героя Социалистического Труда с вручением ордена Ленина и золотой медали «Серп и Молот».
Активно участвовала в общественно-политической жизни республики. Депутат Верховного Совета СССР 7 созыва от Закатальского избирательного округа. Депутат Верховного Совета Азербайджанской ССР 8-го, 9-го и 10-го созыва. В Верховный Совет 9 созыва избрана от Белоканского избирательного округа № 183 Азербайджанской ССР; член Комиссии по сельскому хозяйству. Член КПСС с 1964 года. Делегат XXIII и XXVIII съездов КПСС и XXVIII, XXVIX и XXX съезда КП Азербайджана.